# Enseignement spécialisé en France
 (août 2019).
L'enseignement spécialisé en France est un dispositif du système éducatif français destiné à aider les enfants en difficulté scolaire ou en situation de handicap.

## Histoire
L'enseignement spécialisé est reconnu en France dès 1791, lorsque la toute nouvelle assemblée nationale garantit par décrets le local et le financement des écoles destinées à l’instruction des sourds-muets et des aveugles-nés, préfigurant l'Institut National des Jeunes Sourds et l'Institut National des Jeunes Aveugles.

Il faut toutefois attendre les lois Jules Ferry et la scolarité obligatoire pour que la législation permette d’institutionnaliser la prise en charge des enfants et adolescents "anormaux".

La loi du 15 avril 1909 donne la possibilité, aux communes et départements, de créer des classes de perfectionnement annexées aux écoles élémentaires publiques et d’écoles autonomes de perfectionnement pour les enfants arriérés.

## Définition
L'enseignement spécialisé et l'Éducation spécialisée, bien que proches par certains aspects sont néanmoins deux champs bien distincts. Dans la prise en charge globale d'un enfant on distingue généralement trois champs d'intervention : l'éducatif (renvoyant à l'éducation spécialisée), le pédagogique (renvoyant au scolaire) et le thérapeutique. Des débats existent sur les connexions plus ou moins importantes qui peuvent exister entre ces différents champs, néanmoins ce sont bien des professionnels ayant une formation et des missions différentes qui y exercent.
Dans le cas de l'enseignement spécialisé, les professionnels sont des enseignants de l'éducation nationale qui passent un examen pour obtenir une spécialisation.

## Champ d'intervention
Plusieurs modalités et structures permettent de répondre à la difficulté scolaire et au handicap. Cela peut aller d'un aménagement particulier en milieu ordinaire à une scolarisation en structure spécialisée.
Il ne faut pas confondre soutien aux élèves en difficulté et scolarisation des élèves en situation de handicap. Un élève ayant un handicap bien compensé peut ne pas être en difficulté. Un élève en difficulté scolaire peut ne pas avoir de handicap.

### Réponses à la difficulté scolaire à l'école primaire

#### Les PPRE
Le Programme Personnalisé de Réussite Éducative est censé cibler des difficultés particulières repérées dans les évaluations nationales pour les travailler de manière intensive pendant une courte durée. Il concerne les élèves qui risquent de ne pas maîtriser une compétence en fin de cycle. L'évaluation des besoins se fait individuellement. Le concours du RASED peut avoir lieu.
Il remplace le PPAP (Projet personnalisé d'aide et de progrès), qui était plus global et concernait l'année scolaire.

#### Les RASED
Le RASED (réseau d'aide spécialisée aux élèves en difficulté) est composé de trois dominantes : pédagogique, ré-éducative et psychologique. Le maître E fournit une aide pédagogique, le maître G une aide ré-éducative, le psychologue scolaire l'aide psychologique.
Si besoin, le RASED peut conseiller aux familles de s'orienter vers une structure de soin (CMPP par exemple) ou vers des professionnels exerçant en libéral.

### Réponses à la difficulté scolaire au secondaire

#### Les PPRE
Au collège, le PPRE doit être mis en place comme à l'école primaire. En plus d'être signé par les parents, il doit être signé par l'élève.

#### Les EGPA (SEGPAetEREA)
Les EGPA, enseignements généraux et professionnels adaptés, regroupent deux types d'établissements :
- Les SEGPA : Section d'enseignement général et professionnel adapté. Celles-ci sont au sein d'un collège ordinaire.
- Les EREA : Établissement régional d'enseignement adapté. Il existe un établissement de ce type par département. La différence avec les SEGPA consiste en la présence d'un internat.

### Scolarisation des élèves en situation dehandicap
Depuis la Loi du 11 février 2005, toute personne en situation de handicap devrait pouvoir bénéficier d'une compensation de son handicap, dont le Projet personnalisé de scolarisation (PPS) est la version scolaire. Élaboré et proposé par l'équipe éducative, il est validé et décidé par la MDPH.

#### La scolarisation en milieu ordinaire
De nombreux élèves en situation de handicap sont scolarisés en milieu ordinaire, parfois avec des aménagements, matériels (ordinateur…) ou humains (accompagnement d'un Accompagnant des élèves en situation de handicap (AESH) ou Auxiliaire de vie scolaire (AVS) anciennement Emplois vie scolaire (EVS) ).

La scolarisation en milieu ordinaire est toujours recherchée tant qu'elle est possible et bénéfique pour l'enfant.

## La scolarisation dans un dispositif collectif d'intégration scolaire
Les dispositifs collectifs d'intégration scolaire articulent le projet personnalisé de scolarisation (PPS) de chaque élève autour d'intégrations individuelles et collectives.

### LaCLIS: Classe d'inclusion scolaire
Le dernier texte qui définit les CLIS est désormais la circulaire no 2009-087 du 17 juillet 2009. Les CLIS, anciennement classe d'intégration scolaire, sont devenues classes d'inclusion scolaire.
Les CLIS sont des classes spécialisées intégrées (incluses devrait-on dire) dans des écoles ordinaires.

Elles peuvent être de différents types 

1→ trouble des fonctions cognitives; 

2→ troubles auditifs; 

3→ troubles visuels; 

4→troubles moteurs. Il semblerait néanmoins que les CLIS 2 à 4 soient en train de disparaître petit à petit au profit de l'intégration en milieu ordinaire avec aménagements matériels et humains[réf. nécessaire].
Les CLIS ont été créées officiellement en 1991, deux ans après la Loi d'orientation de 1989. Dans les faits il aura fallu plus de temps. En effet celles-ci venaient en remplacement des anciennes classes de perfectionnement, et la transformation aura pris plus ou moins de temps.
Les élèves scolarisés en CLIS peuvent, suivant leur projet personnel de scolarisation, être intégrés individuellement ou collectivement dans les autres classes de l'école pendant un temps donné. Les classes de CLIS peuvent accueillir un maximum de douze élèves. Généralement l'enseignant est accompagné dans sa tâche par un deuxième adulte : AVS, EVS-H, Infirmier, Atsem...
Les élèves peuvent être âgés de 6 à 11 ans, et ont donc des capacités scolaires très variées. L'âge limite de départ correspond à l'âge limite de scolarisation à l'école élémentaire, à savoir 11 ans à la fin de l'année civile au moment de l'inscription (ce qui équivaut à un redoublement).

### L'ULIS: Unité localisée pour l'inclusion scolaire
Le terme d'intégration a ici aussi été remplacé par celui d'inclusion dans la dernière circulaire. Structure existant dans certains collèges et quelques rares lycées professionnels. Cette structure fonctionne de manière similaire à une CLIS, entre intégrations collectives et individuelles. C'est la suite logique d'une CLIS, bien que les orientations en sortie de CLIS soient très variées.
Plus encore peut-être que les CLIS, les ULIS sont encore peu nombreuses au regard des besoins. Des listes d'attente existent et des orientations se font par défaut faute de place. Les UPI ont été rebaptisées Ulis (Unités localisées pour l'inclusion scolaire) par la circulaire no 2010-088 du 18 juin 2010.

### La scolarisation dans un établissement spécialisé
La scolarisation en établissement spécialisé peut avoir lieu en Institut médico-éducatif (IME), en Institut thérapeutique, éducatif et pédagogique (ITEP, anciennement IR), en hôpital de jour... La scolarisation y a alors généralement lieu à temps partiel, sauf en cas d'intégration dans une autre structure. Des liens avec les autres structures sont de plus en plus fréquents.
Le scolaire (ou pédagogique) est alors en articulation avec l'éducatif et le thérapeutique. Les professionnels des trois champs travaillent dans ces établissements.

## Formation des enseignants spécialisés
La certification d'un enseignant spécialisé n'est possible que pour un enseignant titulaire. L'accès à ces certifications est impossible pour les non enseignants ou les enseignants non titulaires.

Ensuite une spécialisation doit être passée. C'est un examen (et non plus un concours) : le CAPPEI, succédant en 2017 au certificat d’aptitude professionnelle pour les aides spécialisées, les enseignements adaptés et la scolarisation des élèves en situation de handicap (CAPA-SH) concernant les enseignants du premier degré, le certificat complémentaire pour les enseignements adaptés et la scolarisation des élèves en situation de handicap (2CA-SH) concernant les enseignants du second degré. Ces diplôme avaient été créés en 2004.

Ces diplômes remplaçaient le certificat d’aptitude aux actions pédagogiques spécialisées d’adaptation et d’intégration scolaires (CAPSAIS) créé en 1987.

Le CAPSAIS remplaçait le certificat d’aptitude à l’éducation des enfants et adolescents déficients ou inadaptés (CAEI), créé en 1963.

Enfin, le CAEI est venu en remplacement du certificat d’aptitude à l’enseignement des enfants arriérés, créé en 1909 avec les classes de perfectionnement et le certificat d’aptitude à l’enseignement des écoles de plein air, créé en 1939.